# 真哲希·翁德拉什
真哲希·翁德拉什（匈牙利語：Gyöngyösi András，1968年1月23日—），匈牙利男子水球运动员。他曾代表匈牙利参加1988年、1992年和1996年夏季奥林匹克运动会水球比赛，最好名次为1996年奥运会的第四名。